# 인천은송초등학교
인천은송초등학교는 대한민국 인천광역시 연수구에 있는 공립 초등학교이다.

## 연혁
- 2020년 3월 1일 : 인천아암초등학교로 개교
- 2020년 11월 9일 : 인천은송초등학교로 교명 변경